# Pedicularis lamioides
Pedicularis lamioides är en snyltrotsväxtart som beskrevs av Hand.-mazz.. Pedicularis lamioides ingår i släktet spiror, och familjen snyltrotsväxter. Inga underarter finns listade i Catalogue of Life.